# Dusing

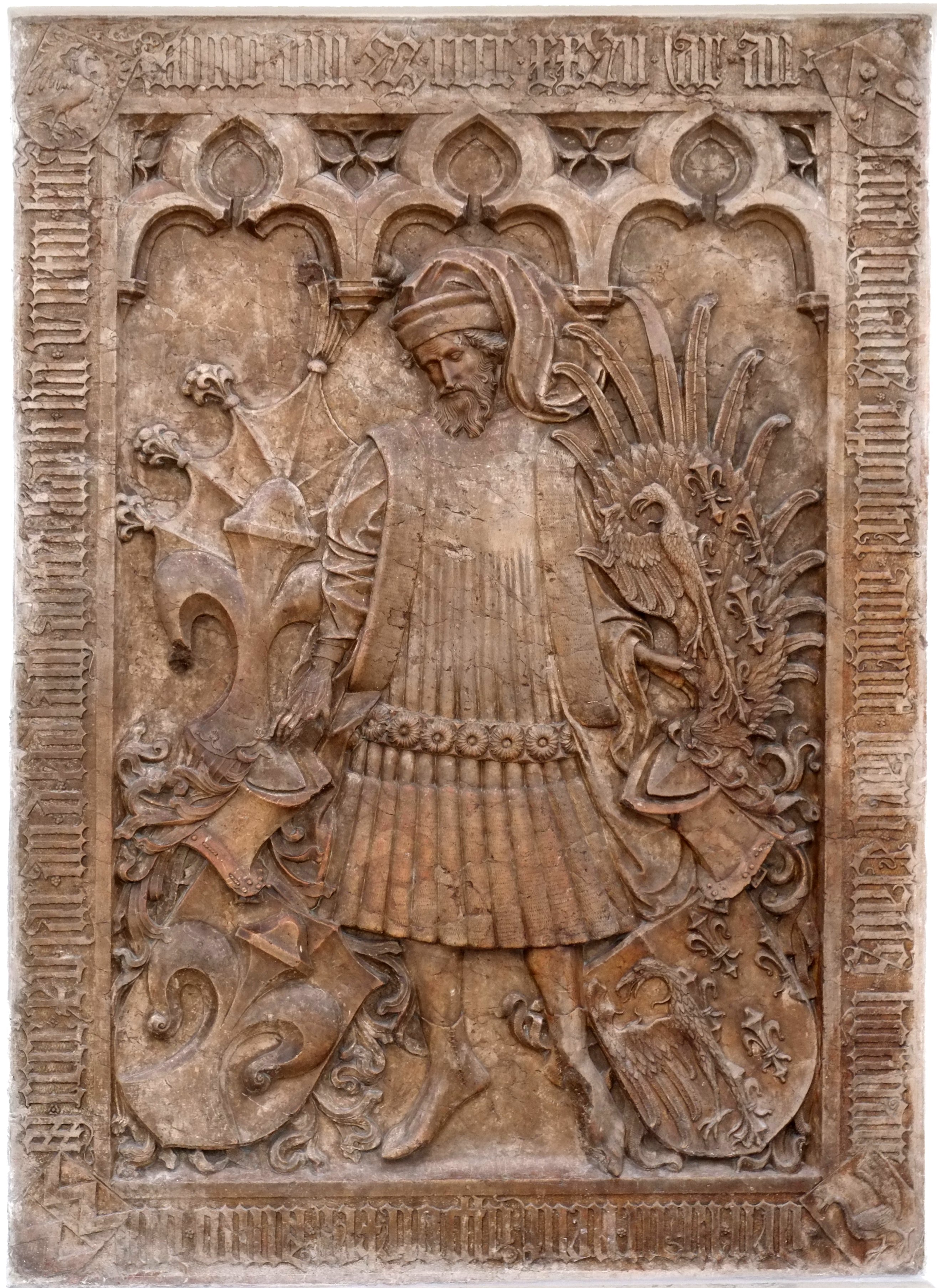
Epitaph für Claus Hofmair in der Moritzkirche in Augsburg

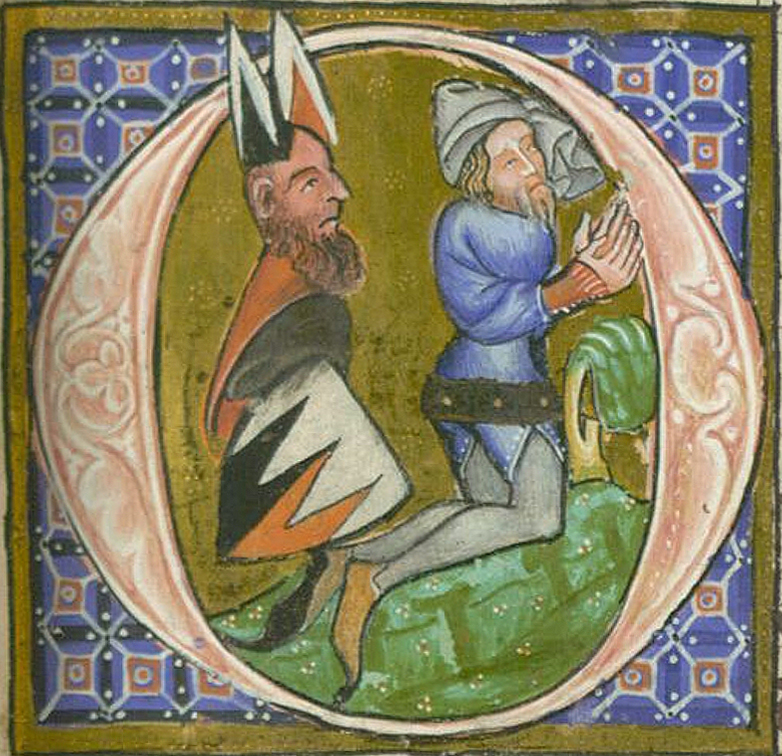
Ernst von Kirchberg trägt einen Dupsing (Buchmalerei ca. 1378)

Ein Dusing (auch Duchsing, Dupfing, Dupsing und Teusinke) ist der mit schweren Metallbeschlägen oder Glöckchen besetzte, bis auf die Schenkel herabfallende Gürtel, der in der ritterlichen und festlich-bürgerlichen Tracht um 1400 über dem Obergewand, dem Tappert, getragen wurde.

## Geschichte
Mittelalterliche Chroniken, die gelegentlich auch modische Entwicklungen registrieren, notieren wiederholt das Aufkommen der neuen Gürtelformen schon um die Mitte des 14. Jahrhunderts. 1389 werden sie zum ersten Mal als dusinge in der Limburger Chronik erwähnt, und zwar ausdrücklich als Tracht von „Frauen, Jungfrauen und Männern“. Doch zeigen Bildquellen sie schon in entwickelter Form seit den 1360er Jahren. Bis 1410 erscheint der Dusing häufig auf Darstellungen. 1470 ist diese Bezeichnung letztmals nachgewiesen, doch war zu der Zeit das Kleidungsstück nicht mehr modisch aktuell, denn als späteste Bildquelle gilt das Grabmalsrelief des Augsburger Apothekers Claus Hofmair († 1427), bezeichnenderweise eines bürgerlichen Trägers dieses ursprünglich ritterlich-höfischen Accessoires.
Als Grund für die Entstehung des Dusings wird in der Entwicklung des Harnischsystems gesehen: der Ablösung des Kettenhemdes zugunsten eines Plattenpanzers, der wie eine auf die Hüfte reichende Jacke getragen wurde. An seinem unteren Saum beschwerte ihn der angeheftete Dusing und verhinderte ein Hochrutschen. Höhepunkte der Entwicklung waren die Jahrzehnte um 1370 bis 1410.
Ursprünglich ein Element ritterlicher Schutzbewaffnung und Kleidung wurde der Dusing bald auch von Bürgern getragen, wie dem oben genannten Apotheker. Der Bürger befestigte gern ein großes Messer, einen Besteckköcher oder eine Tasche an diesem Gürtel, der Ritter neben dem Dolch wohl auch sein Schwert.